# Мачавариани, Цотнэ
Цотнэ Мачавариани (груз. ცოტნე მაჭავარიანი; род. 26 июля 1997, Тбилиси, Грузия) — грузинский спортсмен, выступающий в пулевой стрельбе из пистолета. Участник летних Олимпийских игр 2016 года.

## Семья
Цотнэ Мачавариани — сын известной грузинской спортсменки, стрелка из пистолета, олимпийской чемпионки, многократной чемпионки мира и Европы Нино Салуквадзе. Она, а также Вахтанг Салуквадзе, дед Цотнэ, являются его личными тренерами.
Отец, Гоча Мачавариани, в прошлом занимался регби, в настоящее время занимает пост председателя правления Союза регби Грузии.

## Спортивная карьера
Цотнэ Мачавариани на протяжении четырёх лет занимался регби, как и его отец. Однако после ряда серьёзных травм в 12-летнем возрасте впервые взял в руки пистолет и впоследствии решил посвятить себя именно стрельбе.
В феврале 2016 года на чемпионате Европы по стрельбе из пневматического оружия, являвшемся также одним из отборочных соревнований на Олимпиаду-2016, спортсмен, показав свой личный рекорд в стрельбе на 10 метров (579 баллов), стал шестым и тем самым завоевал лицензию на Игры.
На Олимпийских играх в Рио-де-Жанейро впервые в истории в одном турнире выступили мать и сын — Нино Салуквадзе и Цотнэ Мачавариани. В рамках Олимпиады Мачавариани принял участие в двух дисциплинах. В квалификации соревнований по стрельбе из пневматического пистолета на дистанции 10 метров 19-летний спортсмен, набрав 574 очка, занял 29-е место и не пробился в финал, куда попадали восемь стрелков с лучшими показателями. В квалификации стрельбы из пистолета с 50 метров также не вошёл в топ-8, показав 15-й результат.
В рамках II Европейских игр, прошедших летом 2019 года в Минске, грузинский дуэт Цотнэ Мачавариани — Нино Салуквадзе стал третьим в соревнованиях смешанных пар в стрельбе из малокалиберного пистолета с 50 метров.